# Пројекат Голуб
Током Другог светског рата Пројекат голуб (касније назван  Пројекат Оркон) био је покушај Америчког бихевиориста Б.Ф. Скинера, да развије вођену бомбу којом упрвљају голубови. 

## Преглед
Тестна платформа је била иста конструкција авиона без погона коју је развио Национални биро за стандарде који је касније коришћен за радарско вођену клизну бомбу „Бат'' америчке морнарице, која је у основи била мала једрилица,са крилима и репом, експлозивним делом бојеве главе у центар, и ''одсек за навођење'' у носном конусу. Намера је била да се голубови обуче да делују као ''пилоти'' за уређај, користећи своје когнитивне способности да препознају мету. Систем за навођење се састојао од три сочива постављена у носу возила, која су пројектовала слику мете на екран постављен у малом одељку унутар носног конуса. Овај екран је постављен на основе и опремљен сензорима који су мерили било какво угаоно кретање.
Један, до три голуба, обучени оперантним кондиционирањем да препознају мету, били су стационирани испред екрана; када би видели мету, кљуном би кљуцали екран. Они су обучавани такошто им је приказивана слика мете и сваки пут када би голубови кљуцали слику, неко би добио семе.  Све док је мета остала у центру екрана, екран се не би померао, али ако би бомба почела да скреће с пута, слика би се померила ка ивици екрана. Голубови би пратили слику, кљуцали је, што би померало екран на својим основама. 
Сензори би детектовали кретање и слали сигнале контролним површинама, које би усмеравале бомбу у правцу у коме се екран померао. Какосе бомба враћала ка мети, голубови би поново пратили слику, враћајући екран поново у централни положај. На тај начин би голубови исправљали сва одступања у курсу и држали бомбу на клизној путањи.
Рани електронски системи за навођење користе сличне методе, само са електронским сигналима и процесорима који замењују птице у откривању циља и спречавању одступања од клизног пута. 
Одбор за истраживање националне одбране, видео је идеју да се голубови користе у клизним бомбама веома ексцентричном и непрактичном, али је ипак допринео 25.000 долара истраживању. Скинер, који је имао успеха са обуком, пожалио се: „Наш проблем је био што нас нико није схватио озбиљно.”  Програм је отказан 8. октобра 1944. године, јер је војска веровала да би „даље процесуирање овог пројекта озбиљно одложило друге који у главама дивизије имају непосредније обећање о борбеној примени“.

## Референцe
1. 1 2  „Тајна оружја у Другом светском рату”.
2. ↑  „Национални музеј Амерчке историје”. Архивирано из оригинала 16. 05. 2008. г. Приступљено 21. 12. 2021.